# Adventure Island 3
Adventure Island 3 (高橋名人の冒険島Ⅲ Takahashi Meijin no Bōken Jima Surī?, lit. "Great Takahashi's Adventure Island III") är ett sidscrollande plattformsspel utgivet av Hudson Soft och ursprungligen utgiet till NES 1992. Spelet är det tredje i Adventure Island-serien till NES, och släpptes efter Adventure Island II. Spelet porteades även till Game Boy och släpptes 1993 under titeln Adventure Island II: Aliens in Paradise, vilket i västvärlden förkortades till Adventure Island game had its number left out from its Game Boy port.

## Plot
Ett flygande tefat dyker upp, och utomjordingar kidnappar Higgins flickvän Tina. Higgins måste resa mellan åtta olika öar för att stoppa utomjordingarna och rädda Tina.

### Fotnoter
1. 1 2  ”Adventure Island III”. NES DB. 1 mars 1992. Arkiverad från originalet den 27 april 2014. https://web.archive.org/web/20140427162852/http://www.nesdb.se/game_more.php?id=31&rid=1. Läst 27 april 2014.